# تنه‌کومبورا
تنه‌کومبورا (به لاتین: Tennekumbura) یک منطقهٔ مسکونی در سری‌لانکا است که در استان مرکزی (سری‌لانکا) واقع شده‌است.